# 1585
Cette page concerne l'année 1585  du calendrier grégorien. Pour l'année 1585 av. J.-C., voir 1585 av. J.-C.
L'année 1585 est une année commune qui commence un mardi.

## Événements
- 30 juillet : mort de Mirza Muhammad Hakim, demi-frère révolté d'Akbar, qui réintègre Kaboul à l'empire moghol (11 septembre)[1].
- 6 août :
  - Japon : Hideyoshi est nommé kampaku (régent) par l’empereur (fin en 1598)[2]. Homme universel, il développe l’industrie minière, envoie au loin des navires de commerce, organise l’armée tout en encourageant les arts.
  - L'explorateur anglais John Davis ou Davys découvre le détroit qui porte son nom entre le Groenland et l'Amérique du Nord[3].
- 17 août : Richard Grenville et ses sept navires affrétés par Walter Raleigh accostent à Roanoke pour organiser la colonisation de la Virginie pour l'Angleterre[4]. Les Indiens qu’ils y rencontrent se montrent hospitaliers, mais à la suite du vol d’une tasse en argent par l’un d’entre eux, Grenville pille et incendie leur village.
- 23 septembre : prise de Tabriz par les Ottomans conduit par le grand vizir Özdemiroglu Osman Pacha ; il perd plusieurs milliers d'hommes dans deux escarmouches le 23 octobre, puis meurt de maladie le 29[5].
- 17 octobre : Álvaro Manrique de Zúñiga succède à Pedro Moya de Contreras et devient le 7e vice-roi de Nouvelle-Espagne[6].
- Le corsaire turc Amir Ali Bey propose aux habitants de Mombasa de les aider contre les Portugais, mais ceux-ci mettent la ville à sac une troisième fois en 1589[7].
- Début de l'implantation des Jésuites chez les Guaranis du Paraguay[8].

### Europe
- 1er janvier : le collège jésuite de Graz obtient le statut d’université[9].
- 15 janvier : La Haye, capitale de la Hollande, devient résidence permanente des États généraux des Provinces-Unies[10].
- 27 février : Théolepte II est élu patriarche de Constantinople (intronisé le 10 mars, fin après avril-mai 1586)[11].
- 8 mars : Henri III de France, circonvenu par la Ligue alliée de l’Espagne, refuse la souveraineté des Provinces-Unies[12].
- 10 mars : capitulation de Bruxelles, assiégée par les Espagnols[13].
- 24 avril : début du pontificat de Sixte-Quint ou Sixte V (fin en 1590). Il combat le brigandage dans ses États.
- 19 juin : reddition de Malines[13].
- 18 juillet : publication de l'Édit de Nemours, qui révoque les édits antérieurs de pacification et interdit le culte réformé en France[14]. Début de la guerre des « Trois Henri » dans l’Ouest et le sud-ouest de la France.
- 24 juillet : création de l'université de Franeker (Pays-Bas)[15].
- 31 juillet : Jacques VI d'Écosse, pour se prémunir contre les révoltes politiques et religieuses de ses barons et de ses sujets, s’allie avec Élisabeth Ire d'Angleterre qui lui fournit des subsides[16].
- 17 août : fin du siège d'Anvers par Alexandre Farnèse[17].
- 20 août : traité de Nonsuch entre l'Angleterre et les Provinces-Unies[18]. L'Angleterre est en guerre avec l'Espagne (fin en 1604). Menacée dans son commerce par l’occupation d’Anvers par les troupes espagnoles, l’Angleterre s’engage aux côtés des gueux aux Pays-Bas.
- 14 septembre[19] : départ de Plymouth d'une expédition dirigé par Francis Drake. Elle attaque le port de Vigo en Espagne (7 octobre[18]) puis écume les Caraïbes.
- 1er novembre : Maurice de Nassau succède à son père Guillaume d'Orange comme stathouder à la tête des troupes de l’union d'Utrecht[20].

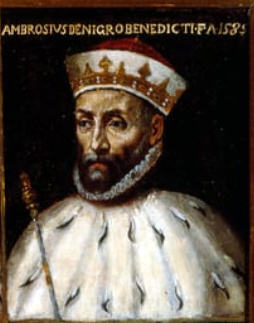
Ambrogio Di Negro, doge de Gênes de 1585 à 1587

- 8 novembre : Ambrogio Di Negro devient doge de Gênes, succédant à Gerolamo Chiavari (fin du mandat le 13 novembre 1587).
- Décembre : Élisabeth Ire d'Angleterre, inquiète des menées espagnoles, envoie à la fin de l’année son favori, le comte de Leicester (Robert Dudley) à la tête de 8000 hommes (1585-1587)[21]. Celui-ci ne parviendra pas à s’entendre avec le nouveau pensionnaire de Hollande, Johan van Oldenbarnevelt (1586-1618) et Maurice de Nassau, fils de Guillaume le Taciturne.
- La principauté de Tver est réintégrée dans l’État moscovite. Elle avait été donnée en apanage au « tsar Siméon » par Ivan IV[22].
- En Sibérie, Mansourov construit un fort au confluent de l’Irtych et de l’Ob[23].
- Promotion de Francfort-sur-le-Main, jusque-là connue pour ses foires de marchandises, à la dignité de ville et foire de change[24].
- Destruction des récoltes par les inondations en Toscane[25].

## Naissances en 1585
- 6 janvier : Claude Favre de Vaugelas, grammairien, académicien français (fauteuil 32) († 26 février 1650).
- 27 janvier : Hendrick Avercamp, peintre néerlandais († 15 mai 1634).
- 31 janvier : Daniel Schwenter, mathématicien et cryptologue allemand († 19 janvier 1636).
- 1er mars : Jean de Saint-Bonnet, maréchal de Toiras († 14 juin 1636).
- 16 mars : Gerbrand Andriaenszoon Bredero, dramaturge néerlandais († 23 août 1618).
- 28 avril : Philippe d'Outreman, prêtre jésuite des Pays-Bas méridionaux, pédagogue et écrivain († 16 mai 1652).
- 25 août : Giovanni Bilivert, peintre italien († 16 juillet 1644).
- Août : Nathaniel Bacon, peintre anglais († 1627)[26].
- 9 septembre : Armand-Jean du Plessis, cardinal de Richelieu, prélat et homme d'État français († 4 décembre 1642).
- 8 octobre : Heinrich Schütz, compositeur allemand († 6 novembre 1672).
- 28 octobre : Cornelius Jansen, théologien hollandais, archevêque d'Ypres, fondateur du jansénisme († 6 mai 1638).
- Date précise inconnue :
  - John Adson, compositeur et musicien anglais, joueur de flûte à bec et de cornet à bouquin († 1640).
  - Francis Beaumont, acteur et dramaturge anglais († 3 mars 1616).
  - Catherine de Mayenne, épouse de Charles Ier, duc de Nevers, de Rethel, de Mantoue et de Montferrat († 18 mars 1618).
  - Giovanni Battista della Torre, peintre italien de l'école de Ferrare († 1641).

## Décès en 1585
- 13 février : Alfonso Salmeron, prêtre jésuite espagnol (° 8 septembre 1515).
- 10 mars : Rembert Dodoens, botaniste et médecin flamand (° 10 mars 1517).
- 10 avril : Grégoire XIII, pape italien (° 7 janvier 1502).
- 1er mai : Niccolò Caetani, cardinal italien (° 23 février 1526).
- 16 mai : Guido Luca Ferrero, cardinal italien (° 18 mai 1537).
- 17 mai : Alberto Bolognetti, cardinal italien (° 8 juillet 1538).
- 2 juin : Georges d'Armagnac, cardinal français[27] (° vers 1500).
- 4 juin : Marc Antoine Muret, humaniste français (° 12 avril 1526).
- 18 juin : Jacques de Savoie-Nemours, prince de la maison de Savoie et protagoniste important de la cour de France (° 12 octobre 1531).
- 19 juin : Francisco de Holanda, peintre, essayiste, architecte et humaniste portugais (° 1517).
- 2 juillet ou 2 juillet 1580 : Ichijō Tadamasa, membre du clan Ichijō pendant l'époque Sengoku de l'histoire du Japon (° 1560).
- 5 ou 7 juillet :  Pierre Agricola, humaniste, théologien protestant et homme d'État allemand, disciple de Luther (° 29 juin 1525).
- 18 juillet :  Alessandro Riario, cardinal italien (° 3 décembre 1543).
- 27 juillet : Ichijō Kanesada, un des chefs de la famille Ichijō dans la province de Tosa à la fin de l'époque Sengoku du Japon féodal (° 1543).
- 28 août : Lope de Figueroa, militaire espagnol (° 1520).
- 29 août : Itō Yoshisuke, daimyo de la période Sengoku (° 1512).
- 6 septembre : Luca Cambiaso, peintre italien se rattachant à l'école génoise (° 1527).
- 19 septembre : François de Noailles, protonotaire, ambassadeur de France à Venise, Londres, Rome et Constantinople (° 2 juillet 1519).
- 6 octobre : Guglielmo Sirleto, cardinal italien (° 1514).
- 2 novembre : Tachibana Dōsetsu, samouraï de la période Sengoku au service du clan Ōtomo (° 22 avril 1513).
- 5 novembre : Pontus de La Gardie, noble français entré au service du royaume de Suède (° vers 1520).
- 16 novembre : Gerald FitzGerald, 11e comte de Kildare aussi connu sous le nom de « comte magicien » (anglais : Wizard Earl) (° 25 février 1525).
- 23 novembre : Thomas Tallis, compositeur anglais (° 30 janvier 1505).
- 28 novembre : Hernando Franco, compositeur espagnol (° 1532).
- 29 novembre :
  - Date Terumune, daimyo de la province de Mutsu au Japon durant la période Sengoku (° 1543).
  - Nihonmatsu Yoshitsugu, daimyo de la période Sengoku (° 1552).
- 12 décembre : Endō Motonobu, samouraï de la période Sengoku au service du clan Date (° 1532).
- 13 décembre : Luigi Groto, poète italien (° 7 septembre 1541).
- 22 décembre : Vittoria Accoramboni, noble italienne (° 15 février 1557).
- 28 décembre : Pierre de Ronsard, poète français (° 11 septembre 1524).
- Date précise inconnue :
  - Jacques Androuet du Cerceau, dessinateur, graveur et architecte français (° vers 1515, † après décembre 1585).
  - Jean Decourt, peintre français (° vers 1530, † après 1585).
  - Samuel Eisenmenger, professeur de médecine et de mathématiques allemand (° 1534).
  - Marco Facoli, organiste, claveciniste, compositeur italien (° vers 1540).
  - Deodato Guinaccia, peintre italien (° vers 1510).
  - Giovan Leonardo Primavera, compositeur et poète italien (° vers 1540).
  - Fan Qin, homme politique et bibliophile de la dynastie Ming (° 1506).
  - Henri de Saxe-Lauenbourg, Prince-Archevêque de Brême, Prince-Évêque d'Osnabrück et Prince-Évêque de Paderborn (° novembre 1550).
  - Suzuki Shigeoki, chef important et réputé des Saika ikki dans les dernières années de l'époque Sengoku du Japon féodal (° 1511).
  - Taqi al-Din, scientifique turc (° 1526).
  - Carlo Urbino, peintre maniériste italien (° vers 1525).
- 1584, 1585 ou 1586 :
- Ulpian Fulwell, poète, satiriste et dramaturge anglais (° 1546).